# スフレ (シナリオライター)
スフレは、日本のシナリオライター・ライトノベル作家である。

## 概要
スフレは、栃木県出身で、元々はアニメ制作会社で制作進行を取り仕切っていたものの、現在はフリーのシナリオライターとして活動している作家である。
2015年8月より小説投稿サイト「小説家になろう」での投稿を始め、2016年2月にはカドカワBOOKSより出版された『職業無職の俺が冒険者を目指すワケ。』でデビューを果たしている。
ラノベニュースオンラインの独占インタビュー「ラノベの素」では「天才作家」を自称している。

## 書籍化作品
- 著: スフレ、イラスト: 猫猫猫、出版: カドカワBOOKS〈KADOKAWA〉『職業無職の俺が冒険者を目指すワケ。』シリーズ
  1. 『職業無職の俺が冒険者を目指すワケ。』（2016年2月、ISBN 978-4-04-070848-5）[4]
  2. 『職業無職の俺が冒険者を目指すワケ。2』（2016年5月、ISBN 978-4-04-070905-5）[5]
  3. 『職業無職の俺が冒険者を目指すワケ。3』（2016年9月、ISBN 978-4-04-072038-8）[6]
  4. 『職業無職の俺が冒険者を目指すワケ。4』（2017年1月、ISBN 978-4-04-072149-1）[7]

- 著: スフレ、イラスト: 猫猫猫、出版: アース・スターノベル〈アース・スター エンターテイメント〉『おっさん、聖剣を抜く。 〜スローライフからそして伝説へ〜』
  1. 『おっさん、聖剣を抜く。 1 〜スローライフからそして伝説へ〜』（2017年5月、ISBN 978-4-8030-1050-3）[8][9]
- 著: スフレ、イラスト: 猫猫猫、出版: アース・スターノベル〈アース・スター エンターテイメント〉『魔王に育てられた勇者の息子の俺が、お姫様の専属騎士に任命されました。』
  1. 『魔王に育てられた勇者の息子の俺が、お姫様の専属騎士に任命されました。』（2018年7月、ISBN 978-4-8030-1213-2）[10][11]

- 著: スフレ、イラスト: 米山舞、出版: レジェンドノベルス〈講談社〉『ダンジョン・スクールデスゲーム』シリーズ
  1. 『ダンジョン・スクールデスゲーム 1』（2018年11月、ISBN 978-4-06-513572-3）[12][13]
  2. 『ダンジョン・スクールデスゲーム 2』（2019年3月、ISBN 978-4-06-514246-2）[14][15]

- 著: スフレ、イラスト: clear、出版: MF文庫J〈KADOKAWA〉『勇者の棺桶、誰が運ぶの? ポンコツ娘は救われ待ち』
  1. 『勇者の棺桶、誰が運ぶの? ポンコツ娘は救われ待ち』（2020年9月、ISBN 978-4-04-065938-1）[16][17]